# Ganganahalli, Nagamangala
Ganganahalli là một làng thuộc tehsil Nagamangala, huyện Mandya, bang Karnataka, Ấn Độ.